# صوماليون
صوماليون (بالصومالية: Soomaali) هم مجموعة إثنية تنتمي للشعوب الكوشية الا الجبرتين واسحاقيون هم من اشراف  قُريش الهاشمية النسب لقد هاجرو من شبه الجزيرة الى ارض الصومال والتقو مع شعب الكوشي التي  تسكن القرن الإفريقي، جمهورية الصومال وتتحدث الأغلبية اللغة الصومالية وهي إحدى اللغات الكوشية من الفرع الأفريقي الآسيوي. يتركز معظم الصوماليين في الصومال (17.6 ملايين)، إثيوبيا (4.6 مليون)، كينيا (2.7 مليون)، جيبوتي (534 ألف) هاجر عدد ضخم من الصوماليين بعد اندلاع الحرب الأهلية الصومالية بداية التسعينيات إلى أوروبا وأمريكا وأستراليا إضافة إلى بلدان الشرق الأوسط. وتعتنق الأغلبية الإسلام على المذهب السني، وتنتشر في شمال الصومال. الصوماليون هم غالباً مجتمع قبلي حيث ينقسم الشعب الصومالي إلى قبائل.

## التكوين الديموغرافي

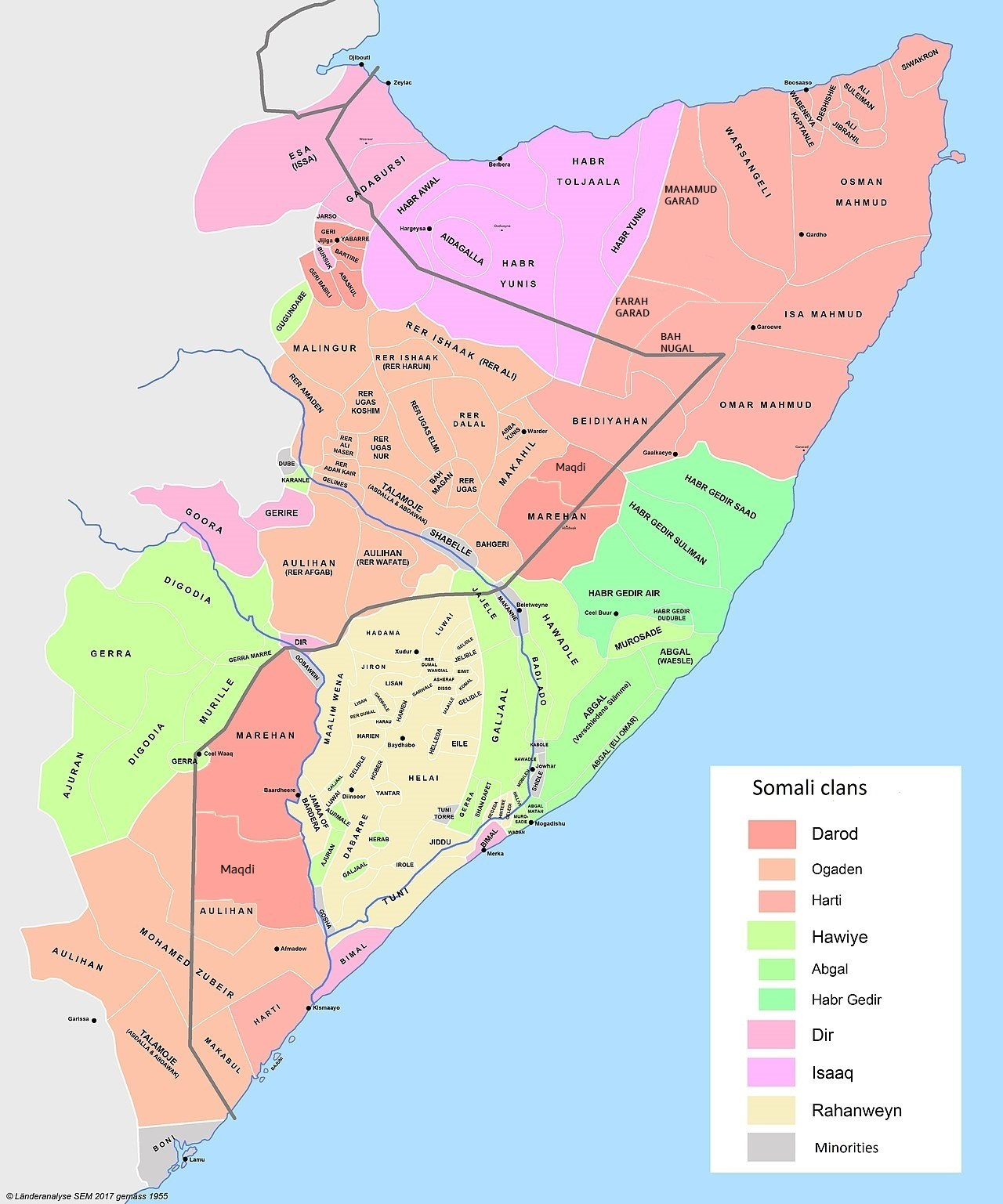
خريطة انتشار القبائل الصومالية

### العشائر
ينحدر الصوماليون إثنيًا من أصل كوشيّ، لكن لديهم أعراف موروثة تنحدر من مختلف الأولياء المرتبطين بانتشار الإسلام. يشكلون قبيلة واحدة تنقسم إلى مجموعات عشائرية مختلفة، وهي وحدات القرابة المهمة التي تلعب دورًا محوريًا في الثقافة والسياسة الصومالية. فالأسر العشائرية أبوبيّة بطبيعتها أي تُنسب إلى الأب، وتنقسم بدورها إلى عشائر أو أنساب أولية أو عشائر فرعية، بالإضافة لمجموعات القرابة التي تدفع الديّة. تُستخدم مصطلحات النسب (قبيل، كولو، جيليب، رير) غالبًا على سبيل الترادف للإشارة إلى مستويات التقسيم المختلفة. تمثل العشيرة أعلى مستوى من القرابة، فهي تمتلك ممتلكات إقليمية ويرأسها عادة زعيم العشيرة أو السلطان. تنحدر الأنساب الأولية مباشرةً من العشيرة، وهي وحدات تتبع سياسية الزواج من خارج القبيلة مع عدم وجود زعيم رسمي لها، وتمثل مستوى التقسيم الذي يشير الفرد عادةً بانتمائه له، إذ يُنسب المرء للوليّ المؤسس من ستة لعشرة أجيال.
تتمثل الأسر العشائرية الرئيسية الخمس بالأسر البدوية التقليدية الرعوية إسحاق ودارود وبنو هوية وبنو در وأسرة الرحنوين الحضرية الرعوية الزراعية. تشمل العشائر الصومالية الصغرى شعب البنادر.
تشترك عشائر بنو در وبنو هوية وجرذير (الجعل، دغودي، جار) وأجران بأصول قرابة أبوية تعود للوليّ صامال. من المؤكد أن الشيخ دارود قد تزوج امرأة من بني در، ما أدى إلى إقامة روابط زواج مع سلالة صامال الرئيسية.  تمتلك عشيرة دارود أعراف نسب منفصلة عن النسب الأبوي إذ ينحدر النسب لديهم من الشيخ عبد الرحمن بن إسماعيل الجبرتي (الشيخ دارود)، الذي يقال إنه يعود بأصوله لبني هاشم عبر عقيل بن أبي طالب بن عبد المطلب، الذي وصل في وقت ما من شبه الجزيرة العربية في القرنين العاشر والحادي عشر، وعشيرة إسحاق تتّبع النسب الأبوي للزعيم الإسلامي الشيخ إسحاق بن أحمد الهاشمي (الشيخ إسحاق)، بيد أن الدراسات الجينية المعاصرة تشير إلى أن أيًا من تلك العشائر لا يملك أي سلف عربي ملحوظ. وتتّبع عشيرة الرحنوين أو ساب نسبها إلى الوليّ ساب. ومن المفترض أن صامال وساب انحدرا من أصل مشترك نشأ في شبه الجزيرة العربية. تُعد أعراف النسب هذه من أجداد نخبة العرب الذين استقروا على الساحل موضعًا للجدل، على الرغم من أنها تستند إلى وثائق عربية قديمة وفولكلور شفوي شمالي.
يمكن العثور على سلسلة أنساب شاملة للعشائر الصومالية في أبينك (2009)، حيث توجد شجرات عائلية مفصّلة ومعلومات أساسية تاريخية.
تقع مدافن مؤسسي عشائر دارود وبنو در وإسحاق الكبرى وقبائل أبقال الفرعية لبني هوية في شمال الصومال. تُجمِع الأعراف على أن هذه المنطقة العامة هي موطن الأجداد للشعب الصومالي.

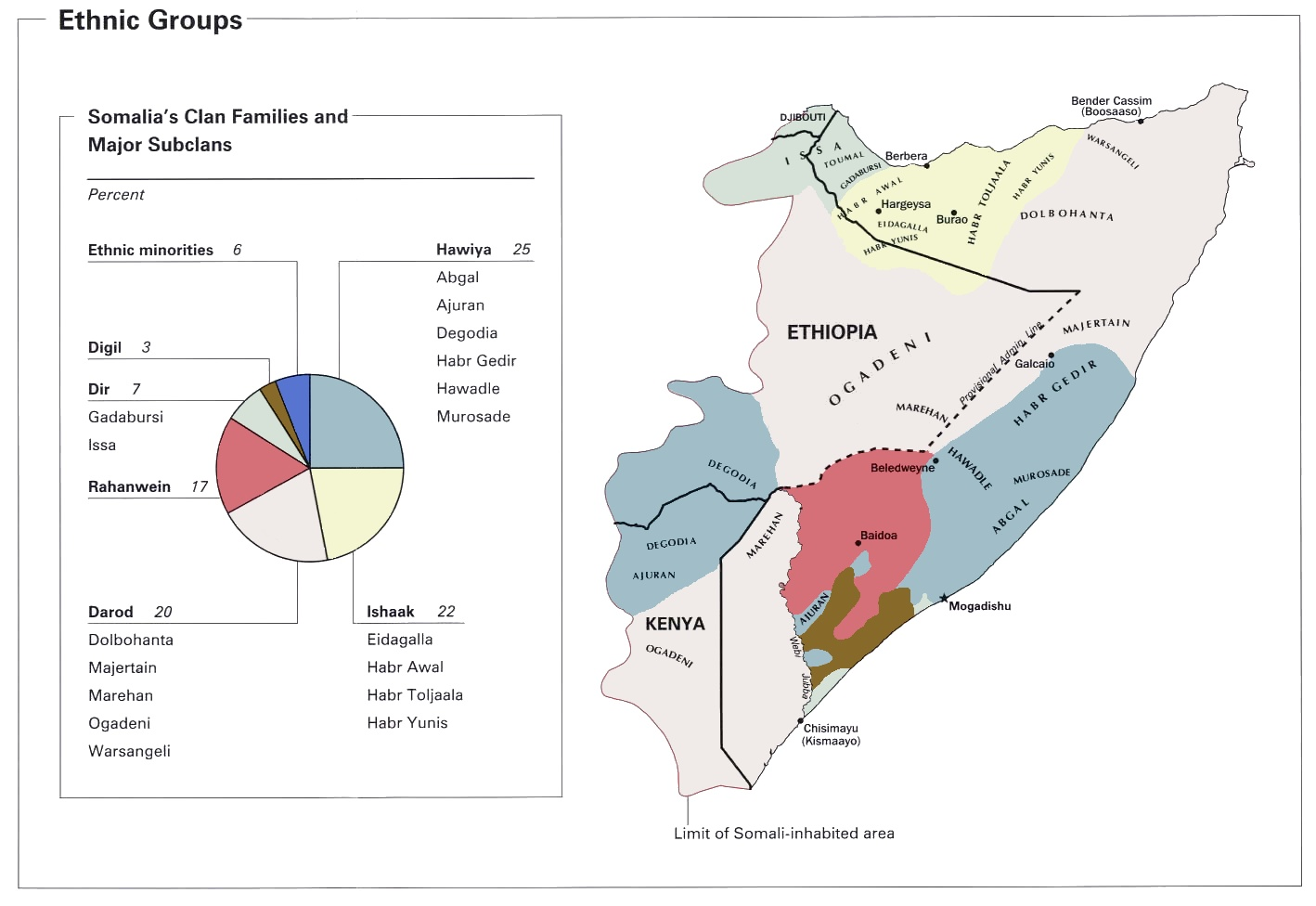
توزيع العشائر الصومالية

### القرابة
لطالما كانت القرابات الوحدة السياسية التقليدية بين الشعب الصومالي. المجموعات التي تدفع الديّة هي مجموعات من بضعة أنساب صغيرة، يتكون كل منها من مئات قليلة إلى بضعة آلاف من الأفراد. يعود أصلهم إلى ما بين أربعة وثمانية أجيال. يلتزم الأفراد اجتماعيًا بدعم بعضهم البعض في الواجبات القانونية والسياسية، بما في ذلك دفع أو تلقي الديّة أو أموال تعويض الدم (mag بالصومالية). التعويض إلزامي فيما يتعلق بالأفعال المرتكبة من قِبل أو ضد مجموعة تدفع الديّة، بما في ذلك تعويض الدم في حالة الأضرار أو الإصابة أو الوفاة.